# Павел (Цаусоглу)
Митрополи́т Па́вел (греч. Μητροπολίτης Παύλος, в миру Эфстратиос Цаусоглу, греч. Ευστράτιος Σπ. Τσαούσογλου; 29 ноября 1943, Эрмуполис — 19 февраля 2019, Глифада, Греция) — епископ Элладской православной церкви, митрополит Глифадский (2002—2019).

## Биография
Родился 29 ноября 1943 года в Эрмуполисе в семье беженца из Смирны.
Окончил богословский институт Афинского университета и юридический факультет Салоникийского университета. По рекомендации Священного Синода Элладской православной церкви обучался в аспирантуре Всемирного совета церквей в США по специальности «Пастырская социология и психология молодёжи».
В 1966 году был рукоположён в сан диакона, а в 1969 году — в сан пресвитера.
С 1999 года возглавил монастырь Петраки.
11 октября 2002 года Священным синодом Элладской православной церкви был избран митрополитом Глифадским и 14 октября хиротонисан в сан епископа. Интронизация состоялась 1 декабря 2002 года.
Скончался 19 февраля 2019 года в Глифаде. Похороны покойного митрополита Глифадского Павла состоялись 21 февраля 2019 года в храме монастыря Святого Нектария в Глифаде.